# Charles River
Ne doit pas être confondu avec Rivière Charles.
Pour les articles homonymes, voir River (homonymie).
Charles River est une entreprise américaine fondée en 1947 spécialisée dans l'élevage et la vente d'animaux de laboratoire.

## Historique
Fondée en 1947 par le docteur Henry Foster au bord de la rivière Charles de Boston, l'entreprise se spécialise dans l'élevage d'animaux destinés à la recherche clinique.
Elle est implantée en France sur la commune de Saint-Germain-Nuelles, dans le Rhône,.
De plus, l'entreprise est également implantée à Romans dans l'Ain (01) et à Miserey dans l'Eure (27).